# فخ الجواسيس (فلم)
هو فيلم مصري انتج عام 1992، وتدور قصته حوال داليا فتاة تنتمى لإحدى الأسر الثرية العريقة في مصر، وعندما أممت ثورة يوليو ممتلكات الأسرة وحولت قصرها كمقر للاتحاد الاشتراكى بالحى، يموت والداها كمدا وتتفرغ للعناية بشقيقها الأصغر عصام الذي يدرس الهندسة وكان متفائل لم تدفعه الأحداث لكراهية بلده ، اما داليا تحقد على نظام الحكم ويصبح للمخابرات الإسرائيلية فرصة لتجنيدها، حيث يقوم أبو هارون باستدراجها للسفر إلى أثينا مستغلا كرهها للنظام ويجندها كجاسوسة لإسرائيل، لتعمل بحماس شديد دون أن تخبر أخاها الذي يظل وطنيا مخلصا لبلاده حتى يصبح مهندسا، لكنه لا يعلم شيئا عن دور أخته المشبوه. يترصد ضابط المخابرات المصرية محيي، خطوات داليا عقب تتبع جهاز إرسال إسرائيلى والذي ينتهز نشوب حريق في شقة داليا بالقاهرة ليثبت كاميرا خفية لتصويرها واكتشاف أدواتها الدقيقة للتجسس، لكنها تعرف أن المخابرات المصرية كشفتها وأنها مراقبة فتسارع لإبلاغ رجال المخابرات الإسرائيلية. يقوم محيى بتعقب داليا في اليونان، ويلتقي بها هناك ويخبرها انها كشفت و يطلب منها التكفير عن خيانتها للوطن بالتعاون معه والتظاهر باستمرار تعاونها مع الجانب الإسرائيلى ضد المخابرات المصرية، وذلك بتسريب معلومات مضللة إليهم لإنقاذ رقبتها من حبل المشنقة، وبعد عودتها لمنزلها في القاهرة تحاول اكتشاف اجهزة التصنت عن طريق جهاز حصلت عليه من الموساد حتى يتصل بها الضابط محي هاتفيا لخبرها بانه رفع اجهزة التصنت ليمنحها الثقة ولكنها بعد تردد ترفض هذا العرض وتستمر في موقفها المتخاذل بإمداد الإسرائيليين بمعلومات خطيرة عن موقع قواعد الصواريخ بالجبهة، وبالفعل تقوم القوات الإسرائيلية بضربها بسرعة، ويطلب عصامللتجنيد في اوائل سبعينيات القرن العشرين حيث قد اتم تحصيله الدراسي ويخبرها ان وحدته في أسوان الا انها تفاجأ بزيارة لأشخاص يدعون انهم زملاء لشقيقها الوحيد المهندس الذي استشهد متأثرا بجراحه أثر ضرب إسرائيلى لقواعد الصواريخ الجديدة في الاسماعلية وانه لم يخبرها بان وحدته في الاسماعلية كي لا تقلق عليه فتندم داليا على جريمتها وتسلم نفسها للمخابرات المصرية فتطلب مقابلة محيى فيعتبر ذلك نها اعترافا للعمل بالجاسوسية فيطلب منها ان تستعد لتلقي عقوبتها وهي الأعدام لأنها لم تقتل اخيها فقط بل العديد من أبناء مصر فتنهار بالمكتب فاقدة الوعي ما ان تفيق حتى ترى اخيها على قيد الحياة ومن راقبوها وشاهدتهم في حياتها واوهموها بوفاته ومن لهم العلاقة بهذه العملية التابعة للمخابرات المصرية حيث يتبين أن محيى يلجأ لهذه الخطة المباغتة وانه متفق مع شقيقها عصام، فيعلمه بتورط أخته في شباك الجاسوسية فيقرر إنقاذها بالاتفاق مع تنفيذ هذه الخطة، بتسريب نبأ كاذبًا لداليا مفاده مصرع شقيقها، لتعزز داليا معاونتها مع المخابرات المصرية لإصطياد أبو هارون وإحضاره إلى مصر من سيناء المحتلة لتصبح داليا فخا للجواسيس.

## بطولة
| - هالة صدقي: داليا - محمود عبد العزيز: محيي - أحمد خليل: أبو داود - خالد محمود: عصام | - إيمان - مريم فخر الدين:جورجيت - هاني رمزي - كمال حسين | - حمدي يوسف - رضا حامد - محمد عبد الوهاب - ياسمين | - صلاح يحيى - بهاء ثروت - محمود طاهر - عزت المشد | - عاطف بركات - علي عمر - ليلى ندا - يحيى زكريا | - طارق مندور - ناهد إسماعيل - بدرية عبد الجواد - طارق رشاد | - سمير حسين - شريف خير الله - مصطفى أشرف فهمي: طفل - هبة صلاح: طفلة |

## روابط خارجية
- مقالات تستعمل روابط فنية بلا صلة مع ويكي بيانات